# Trucizna (album Witchmaster)
Trucizna – czwarty album studyjny polskiej grupy muzycznej Witchmaster. Wydawnictwo ukazało się 10 kwietnia 2009 roku w Europie nakładem wytwórni muzycznej Agonia Records. W Stanach Zjednoczonych płytę wydała firma Ibex Moon Records. 
Nagrania zostały zarejestrowane pomiędzy 2007 a 2008 rokiem w Londynie w Anglii. Miksowanie i mastering odbył się w Screw Factory Studio w Dębicy w Polsce. W ramach promocji albumu grupa odbyła w Polsce trasę koncertową. Podczas występów Witchmaster poprzedziły takie grupy jak: Infernal War, Hetzer, Stillborn, Halucynogen, Excidium i MasseMord.

## Lista utworów
Opracowano na podstawie materiału źródłowego.
1. "Trücizna" - 02:46
2. "Self-inflicted Divinity" - 03:18
3. "Total Annihilation" - 04:58
4. "Road to Treblinka" - 04:32
5. "Two-point Suicide" - 03:20
6. "Back to the Bunker" - 03:28
7. "Bred in Captivity" - 03:14
8. "Black Scum" - 04:13
9. "Troops of Doom (cover Sepultury) - 02:39
10. "Trücizna" (demo version, bonus USA)

## Twórcy
Opracowano na podstawie materiału źródłowego.
| - Sebastian "Bastis" Grochowiak - śpiew - Tomasz "Reyash" Rejek - śpiew, gitara basowa - Krzysztof "Kali" Włodarski - śpiew, gitara - Sebastian "Basti" Łuszczek - perkusja |  | - Christophe Szpajdel - oprawa graficzna - Katarzyna Kusztelak - oprawa graficzna - Janusz Bryt - mastering, miksowanie |